# Le Labyrinthe de la solitude
Le Labyrinthe de la solitude (El laberinto de la soledad) est un essai de l'écrivain mexicain Octavio Paz, prix Nobel de littérature, paru en 1950.
Une de ses œuvres les plus célèbres, cet essai rassemble plusieurs réflexions sur la nation et le peuple du Mexique. Sa traduction française est composée de huit parties : 
1. Le « pachuco » et d'autres extrêmes,
2. Masques mexicains,
3. Toussaint, jour des morts,
4. Les fils de Malinche,
5. Conquête et colonie,
6. De l'Indépendance à la Révolution,
7. Le présent,
8. La dialectique de la solitude.

Octavio Paz y a ajouté un Postdata en 1969, inclus dans certaines éditions, qui revient sur le massacre de centaines d'étudiants mexicains en 1968.